# Conservatorio Agostino Steffani
Il Conservatorio di Musica "Agostino Steffani" è un conservatorio di musica di Castelfranco Veneto.

## Storia
Nato nel 1969 come sede staccata del Conservatorio Benedetto Marcello, nel 1980 ha guadagnato lo status di Conservatorio Autonomo ed è oggi guidato dal Maestro Paolo Troncon. Attualmente l’Università della musica copre le provincie di Treviso e di Belluno.
Situato nel centro storico, presso la villa-casa Barbarella, il conservatorio è dedicato ad Agostino Steffani, compositore nato proprio in questa città.